# Autoerotismo

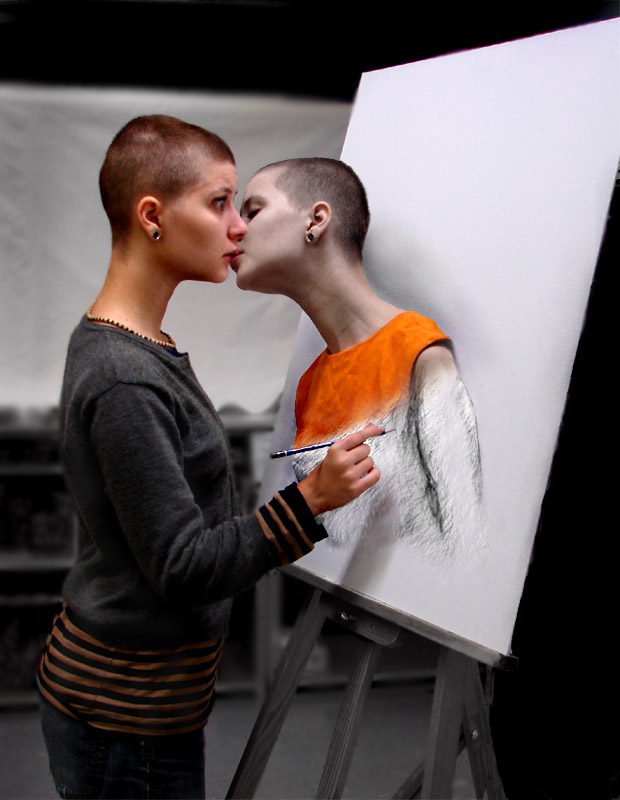
The Muse, autoerotismo na arte, modelado por Nina Longshadow na Opus

Autoerotismo, autossexualidade ou autoeroticidade é a prática de se tornar sexualmente estimulado através de estímulos internos.
O termo foi popularizado no final do século XIX pelo sexólogo britânico Havelock Ellis, que definiu o autoerotismo como "o fenômeno da emoção sexual espontânea gerada na ausência de um estímulo externo que procede, direta ou indiretamente, de outra pessoa".
A prática autoerótica ou autossexual mais comum é a masturbação (como onanismo ou dedilhação). Embora os termos autoerotismo e masturbação sejam freqüentemente usados de forma intercambiável/intercalável, eles não são sinônimos, pois nem todos os comportamentos autoeróticos são masturbatórios. Emissões noturnas, devaneios eróticos e excitação sexual a estímulos 'sexualmente neutros' (música, cenário, arte, risco, devaneio espiritual, etc.) também são exemplos de autoerotismo.

## Terminologia e conceito
Um artigo de 1977 intitulado Mulheres Assexuais e Autoeróticas: Dois Grupos Invisíveis, de Myra T. Johnson, contrasta mulheres autoeróticas com mulheres assexuais: "A mulher assexual... não tem desejos sexuais, mas a mulher auto-erótica ... reconhece tais desejos, mas prefere satisfazê-los sozinhos ". As evidências de Johnson são principalmente cartas ao editor encontradas em revistas femininas escritas por mulheres auto-eróticas / assexuais. Ela os descreve como invisíveis "oprimidos por um consenso de que eles não existem" e deixados para trás tanto pela revolução sexual quanto pelo movimento feminista. A sociedade ignora ou nega sua existência ou insiste que deve ser ascética por razões religiosas, neurótica ou assexuada por razões políticas.

## Autoestimulação
Algumas pessoas usam brinquedos sexuais como dildo, vibradores, plugues anais e máquinas sybian enquanto estão sozinhas. O autocunnilingus permanece sem comprovação, mas acredita-se que a autofelação, o ato de estimular oralmente o próprio pênis, ocorra em menos de 1% da população masculina, possivelmente devido à flexibilidade física necessária para realizá-lo. Estimulação dos mamilos pode também ser uma prática mais acessível.

## Críticas e controvérsias
Algumas pessoas, por razões religiosas ou pessoais, acreditam que o autoerotismo está errado. Por exemplo, a masturbação é considerada um pecado pela Igreja Católica Romana. Ensinar os adolescentes sobre masturbação permanece controverso em algumas partes do mundo. Por exemplo, em 1994, Bill Clinton demitiu Joycelyn Elders, que foi Cirurgião Geral dos Estados Unidos, em parte porque ela defendia o ensino sobre masturbação nas escolas, como forma de prevenir a gravidez na adolescência e infecções sexualmente transmissíveis.

## Segurança
Algumas práticas autoeróticas ou autossexuais são consideradas inseguras e, às vezes, levam à morte. Estes incluem asfixia autoerótica e auto-bondage. O potencial de ferimentos ou até de morte que existe ao se envolver nessas práticas e não nas versões parceiras (asfixia erótica e bondage, respectivamente) aumenta drasticamente devido ao isolamento e falta de assistência no caso de um problema.

## Em outras espécies animais
O comportamento sexual animal foi observado em muitas espécies, tanto na natureza quanto em cativeiro. Sabe-se que algumas espécies criam ferramentas para fins autoeróticos.